# Emilio Materassi
Emilio Materassi (ur. 30 października 1894 roku w Borgo San Lorenzo, zm. 9 września 1928 roku w Monzy) – włoski kierowca wyścigowy i motocyklowy.

## Kariera
Zanim Materassi rozpoczął starty w wyścigach samochodowych, pracował w sklepie rowerowym, a później jako mechanik. Tam właśnie odkrył swoją pasję do samochodów i wyścigów. Zadebiutował 11 września 1921 roku w wyścigu Gran Premio Gentlemen na torze w Brescii, jednak w samochodzie Itala 55 przejechał zaledwie trzy okrążenia. 18 czerwca następnego roku ukończył wyścig Circuito del Mugello na ósmej pozycji.
W 1925 roku dzięki pomocy przyjaciół otworzył własny garaż we Florencji, gdzie sprzedawa samochody Italy. Tam też zbudował swój pierwszy samochód wyścigowy oparty na podwoziu Isotta-Fraschini z obudową Italy i ze zmodyfikowanym silnikiem lotniczym Hispano-Suiza. Pierwotnie samochód nosił nazwę „Itala Special”, lecz później zmieniono ją na „Italona” (ze względu na wyjątkowo dużą wagę ponad 2 ton), a po przemalowaniu na jasnożółty kolor - „Canarona”.
W pierwszych latach startów Włoch pojawiał się głównie w wyścigach górskich, jednak w 1924 roku odniósł również zwycięstwa w Coppa della Collina Pistoiese oraz Coppa Perugina. W lutym 1925 roku jako drugi dojechał do mety Grand Prix Rzymu, a w późniejszych miesiącach sezonu wygrał Circuito del Savio, Circuito del Mugello oraz Coppa Montenero. W tym samym roku nie ukończył Grand Prix Włoch w samochodzie Diatto. W 1926 roku Materassi wciąż korzystał z samochodu własnej konstrukcji. Ponownie wygrał Circuito del Mugello oraz Coppa Montenero, a także był najlepszy w Circuito delle Cascine. Jednakże ponownie w bardziej prestiżowych wyścigach, takich jak Grand Prix Włoch oraz Grand Prix Mediolanu nie zdołał osiągnąć linii mety.
W sezonie 1927 zmienił samochód na Bugatti T35C. Sezon ten przyniósł mu też najwięcej zwycięstw w karierze. Prócz kolejnego zwycięstwa w Coppa Montenero, odnosił także sukcesy w Grand Prix Trypolisu, Targa Florio, Grand Prix Bolonii oraz Grand Prix San Sebastián. Jego potencjał potwierdzały też wielokrotnie ustanawiane najszybsze okrążenia w wyścigach, w których nie dojeżdżał do mety. W 1928 roku pragnąć zostać menadżerem ekipy Bugatti, jednak nie zyskał uznania Ettore Bugatti. W związku z tym Włoch założył swój własny zespół Scuderia Materassi i zakupił Talbot 700, a później także Chrysler Series 72. Materassi zmodyfikował swoje samochody, tak że stały się 30 kg lżejsze. W 1928 roku do jego zespołu dołączyli Luigi Arcangeli, Antonio Brivio, Gastone Brilli-Peri oraz Francjo Comotti. Pierwsze zwycięstwo dla zespołu odniósł sam jego właściciel na torze Circuito del Mugello, trzy tygodnie później Materassi jako trzeci dojechał do mety Grand Prix Rzymu.  Kolejnym zwycięstwem Włocha był wyścig Coppa Montenero.

## Śmierć
9 września 1928 roku doszło do fatalnego wypadku podczas Grand Prix Włoch na torze Monza. Na 17 okrążeniu Materassi podjął próbę wyprzedzania Giulio Forestiego. Uderzył w tylną oponę samochodu Bugatti, co odbiło jego samochód w lewo. Samochód wyleciał w powietrze, przeleciał na 4-metrowym rowem, barierą i wpadł w trybuny zapełnione przez kibiców. Materassi i dwudziestu innych ludzi zginęło na miejscu. Inny kibic zmarł w wyniku obrażeń trzy dni później. Wyścig został ukończony, lecz zrezygnowano z organizowania Grand Prix Włoch w kolejnych dwóch sezonach.